# Edgar Martínez (football)
Edgar Josué Martínez Huerta, plus connu sous le nom de Edgar Martínez, né le 28 mars 2002 à Saltillo, est un footballeur mexicain qui joue au poste de milieu défensif avec le CF Monterrey ainsi qu'en équipe du Méxique des moins de 17 ans.

## Carrière

### En club
Ayant fait toutes ses classes avec Los Rayados, il joue en 2019 avec les moins de 20 ans du club méxicain.

### En sélection nationale
En octobre et novembre 2019, il est sélectionné pour la Coupe du monde des moins de 17 ans au Brésil, où il joue la totalité des matchs du Mexique. Les Mexicains atteignent la finale de la compétition, ayant déjà été champions en 2005 et 2011.
Martínez est remarqué lors du mondial pour ses capacités athlétiques et son endurance remarquable, jouant toutes les rencontres dans leur intégralité, à l'exception de celle contre les Îles Salomon, et formant avec le capitaine Eugenio Pizzuto la charnière d'un milieu défensif qui a verrouillé l'attaque de la plupart des adversaires du Mexique.

## Palmarès
Mexique -17 ans
- Championnat de la CONCACAF des moins de 17 ans
  - Vainqueur en 2019.
- Coupe du monde des moins de 17 ans
  - Finaliste en 2019.